# Dactylorhiza euxina
Dactylorhiza euxina är en orkidéart som först beskrevs av Sergej Arsenjevitj Nevskij, och fick sitt nu gällande namn av Sergei Kirillovich Czerepanov. Dactylorhiza euxina ingår i Handnyckelsläktet som ingår i familjen orkidéer.

## Underarter
Arten delas in i följande underarter:
- D. e. armeniaca
- D. e. euxina